# Wellesley Wild
Wellesley Wild är en amerikansk författare och producent av tecknad film, mest känd för sitt arbete med den tecknade serien Family Guy. Han är för närvarande co-exekutiv producent och gör en och annan röstroll för showen.
Wild anställdes som medarbetare till serien Family Guy år 2005 och har sedan dess varit med och skrivit (helt eller delvis) och/eller producerat bland annat följande avsnitt: "North by North Quahog", "Fast Times at Buddy Cianci Jr. High", "Petarded", "PTV", "Petergeist". "Untitled Griffin Family History", "Stu and Stewie's Excellent Adventure", "Chick Cancer", "Barely Legal", "Road to Rupert", "Airport '07", "McStroke", "Long John Peter", "Tales of a Third Grade Nothing", "Family Gay", "Peter's Progress", "Road to the Multiverse".
Ofta skriver Wild sina avsnitt tillsammans med kollegan Alec Sulkin.
Wild var även författare till The Late Late Show med Craig Kilborn under seriens första år.

## Filmografi (urval)
- 1999 – The Late Late Show with Craig Kilborn (TV-serie)
- 2005–2015 – Family Guy (TV-serie) (röst, manus och produktion)
- 2012 – Ted
- 2014 – A Million Ways to Die in the West
- 2015 – Ted 2